# Czytam sobie
Czytam sobie – program wydawniczy oraz seria książek wydawanych przez Egmont oraz HarperCollins. Akcja ma na celu promowanie nauki czytania wśród dzieci.

## Poziomy
Każda książka ma przydzielony poziom dostosowany do danej grupy wiekowej dzieci.
- Poziom 1: składam słowa – książki, w których znajduje się maksymalnie 150–200 słów rozmieszczonych w bardzo krótkich zdaniach. Skierowany dla najmłodszych dzieci.
- Poziom 2: składam zdania – książki, które posiadają od 800 do 900 słów i dłuższe zdania. W poziomie drugim pojawiają się również dialogi, których nie ma w poziomie pierwszym.
- Poziom 3: połykam strony – ostatni poziom o największym stopniu trudności. Książki z poziomu trzeciego liczą około 2500-2800 słów i długie zdania. Na końcu książek umieszczono także słownik trudniejszych wyrazów.

## Lista książek

### Poziom 1[1]
| Tytuł                                       | Autor                      | Ilustracje                |
| ------------------------------------------- | -------------------------- | ------------------------- |
| Awantura w śmietniku                        | Marcin Baran               | Justyna Frąckiewicz       |
| Baba Jaga na deskorolce                     | Zbigniew Dmitroca          | Joanna Furgalińska        |
| Basia i kask                                | Zofia Stanecka             | Marianna Oklejak          |
| Chrapka na apkę                             | Jarosław Kamiński          | Tomek Kozłowski           |
| Dobranocka dla Batmana                      | Marceli Szpak              | –                         |
| Dobry pies                                  | Rafał Witek                | Jola Richter-Magnuszewska |
| Fasola Eulalii                              | Justyna Bednarek           | Daria Solak               |
| Figle w fokarium. O fokach z Helu           | Marcin Sendecki            | Ewa Poklewska-Koziełło    |
| Franek i miotła motorowa                    | Agnieszka Frączek          | Joanna Rusinek            |
| Goryl u fryzjera                            | Rafał Witek                | Jola Richter-Magnuszewska |
| Historie spod podłogi. Dom                  | Justyna Bednarek           | Marcin Minor              |
| Jonka, Jonek i Kleks                        | Zbigniew Dmitroca          | Szarlota Pawel            |
| Kacper i Plaster                            | Zofia Stanecka             | Agnieszka Żelewska        |
| Kłopoty z mlekiem dla kota                  | Marcin Baran               | Agnieszka Żelewska        |
| Koc Trolla Alojzego                         | Zofia Stanecka             | Jona Jung                 |
| Koperta z kotem                             | Justyna Bednarek           | Maja Barska               |
| Koronkowa parasolka z Gdyni                 | Natalia Fiedorczuk-Cieślak | Izabela Kaczmarek-Szurek  |
| Koty i kotki                                | Justyna Bednarek           | Magda Kozieł-Nowak        |
| Kto polubi Trolla                           | Zofia Stanecka             | Jona Jung                 |
| Łazik na Księżycu. O Mieczysławie Bekkerze  | Grzegorz Chlasta           | Zofia Różycka             |
| Lewy, gola!                                 | Rafał Witek                | Agnieszka Surma           |
| Marta i ufoludek                            | Wojciech Widłak            | Ewa Poklewska-Koziełło    |
| Marta i zagadkowy pojazd                    | Wojciech Widłak            | Ewa Poklewska-Koziełło    |
| Muffiny Eufrozyny                           | Justyna Bednarek           | Daria Solak               |
| O smoku spod Wawelu                         | Wojciech Widłak            | Jola Richter-Magnuszewska |
| Piasek i bruk. O Romanie Dmowskim           | Marcin Baran               | Maria Mazurowska          |
| Planety pana Mikołaja. O wielkim astronomie | Anna Czerwińska-Rydel      | Katarzyna Bajerowicz      |
| Pora na pomidora (w zupie)                  | Justyna Bednarek           | Daria Solak               |
| Psotny Franek                               | Agnieszka Frączek          | Joanna Rusinek            |
| Pudel na dyskotece                          | Sylwia Chutnik             | Magda Kozieł-Nowak        |
| Rajdowa krowa                               | Rafał Witek                | Paweł Mildner             |
| Rekin Nudojad                               | Rafał Witek                | Joanna Rusinek            |
| Samotny banan                               | Sylwia Majcher             | Anna Ostapowicz           |
| Sekret ponurego zamku                       | Wojciech Widłak            | Diana Karpowicz           |
| Smog w centrum miasta                       | Dorota Łoskot-Cichocka     | Dorota Łoskot-Cichocka    |
| Droga Mocy                                  | Zofia Stanecka             | –                         |
| Syrop Maga Abrakabry                        | Wojciech Widłak            | Anna Sędziwy              |
| Teoria Pana Alberta. O Albercie Einsteinie  | Anna Czerwińska-Rydel      | Ewa Poklewska-Koziełło    |
| Troll i zawody                              | Zofia Stanecka             | Jona Jung                 |
| W kraju Polan. O dawnej Polsce              | Zofia Stanecka             | Magda Kozieł-Nowak        |
| Wanda bojowa panna. O Wandzie Krahelskiej   | Roman Kurkiewicz           | Paulina Derecka           |
| Wielki bal Smerfetki                        | Justyna Bednarek           | –                         |
| Wielki Karol i mały Lolek. O Janie Pawle II | Anna Czerwińska-Rydel      | Ewa Poklewska-Koziełło    |
| Wielki skarb                                | Marcin Sendecki            | Zofia Różycka             |
| Witajcie w Ponyvile                         | Justyna Bednarek           | –                         |
| Wyprawa na biegun. O ekspedycji Amundsena   | Rafał Witek                | Ewa Poklewska-Koziełło    |

### Poziom 2[2]
| Tytuł                                               | Autor                        | Ilustracje                 |
| --------------------------------------------------- | ---------------------------- | -------------------------- |
| Baba Jaga w Ameryce                                 | Zbigniew Dmitroca            | Joanna Furgalińska         |
| Babula Babalunga                                    | Joanna Jagiełło              | Daniel de Latour           |
| Bigos z Mamutka                                     | Małgorzata Strękowska-Zaręba | Marianna Oklejak           |
| Cuda z mleka. Pankracy i Tatarak na tropie bakterii | Justyna Bednarek             | Marzka Dobrowolska         |
| Fafik i futerał                                     | Dorota Łoskot-Cichocka       | Dorota Łoskot-Cichocka     |
| Historia pewnego statku. O rejsie „Titanica”        | Zofia Stanecka               | Joanna Rusinek             |
| Historie spod podłogi. Wyprawa                      | Justyna Bednarek             | Marcin Minor               |
| Komendant wolnej Polski. O Józefie Piłsudskim       | Wojciech Widłak              | Joanna Rusinek             |
| Letni koncert                                       | Karolina Grabarczyk          | Nika Jaworowska-Duchlińska |
| Maja na tropie jaja                                 | Rafał Witek                  | Emilia Dziubak             |
| Mały skryba i wielka piramida                       | Marcin Baran                 | Joanna Rusinek             |
| Misja Inspektora Maskonura                          | Zofia Stanecka               | Maciek Blaźniak            |
| Mur. O historii powojennego Berlina                 | Rafał Witek                  | Dorota Łoskot-Cichocka     |
| Nelka i piesek Fafik                                | Dorota Łoskot-Cichocka       | Dorota Łoskot-Cichocka     |
| O Zofii, co zbierała kolory. O Zofii Stryjeńskiej   | Angelika Kuźniak             | Maciek Blaźniak            |
| Oko w oko z diplodokiem                             | Joanna Jagiełło              | Joanna Rusinek             |
| Orły nad Londynem. Z historii Dywizjonu 303         | Wojciech Widłak              | Tomek Kozłowski            |
| Parasol pana Pantalona                              | Zbigniew Dmitroca            | Marianna Sztyma            |
| Robot Robert                                        | Zofia Stanecka               | Emilia Dziubak             |
| Skarb Arubaby                                       | Małgorzata Strzałkowska      | Mikołaj Kamler             |
| Tadek i spółka                                      | Joanna Olech                 | Dorota Łoskot-Cichocka     |
| Thor i Loki. O tym, jak karły wykuły młot dla Thora | Zofia Stanecka               | Magda Kozieł-Nowak         |
| Troja. Historia upadku miasta                       | Zofia Stanecka               | Piotr Fąfrowicz            |
| Tytus-superpies                                     | Joanna Olech                 | Joanna Olech               |
| Tytus w cyrku                                       | Joanna Olech                 | Joanna Olech               |
| Walizka pana Hanumana                               | Rafał Witek                  | Emilia Dziubak             |
| Wielki bal                                          | Joanna Jagiełło              | Jola Richter-Magnuszewska  |
| Wyprawa Kon-Tiki                                    | Joanna Jagiełło              | Tomek Kozłowski            |
| Złota Panna. Legenda o Złotej Kaczce                | Joanna Papuzińska            | Katarzyna Bajerowicz       |
| Złota rybka                                         | Justyna Bednarek             | Agnieszka Żelewska         |

### Poziom 3[3]
| Tytuł                                                           | Autor                  | Ilustracje                        |
| --------------------------------------------------------------- | ---------------------- | --------------------------------- |
| Aniela i inni. O Domu Towarowym Bracia Jabłkowscy               | Cezary Łazarewicz      | Aleksandra Artymowska             |
| Apollo 11. O pierwszej podróży na Księżyc                       | Ewa Nowak              | Tomek Kozłowski                   |
| Baba Jaga i Duch Puszczy                                        | Zbigniew Dmitroca      | Joanna Furgalińska                |
| Bitwa Warszawska 1920, czyli Cud nad Wisłą                      | Ewa Nowak              | Agata Kopff                       |
| Człowiek z czerwoną chorągiewką. O początkach motoryzacji       | Paweł Beręsewicz       | Tomek Kozłowski                   |
| Darwin. Opowieść o naszej wielkiej rodzinie                     | Mikołaj Golachowski    | Dorota Wojciechowska-Danek        |
| Droga do Nobla. Historia Marii Skłodowskiej-Curie               | Ewa Nowak              | Nika Jaworowska-Duchlińska        |
| Dziadek do orzechów                                             | Ewa Nowak              | Ewa Beniak-Haremska               |
| Edison. O wielkim wynalazcy                                     | Ewa Nowak              | Agata Kopff                       |
| Historie spod podłogi. Serce                                    | Justyna Bednarek       | Marcin Minor                      |
| Jezioro łabędzie, czyli jak powstał najsłynniejszy balet świata | Ewa Nowak              | Ewa Beniak-Haremska               |
| Kasztan, tapczan, tralala                                       | Grzegorz Kasdepke      | Daniel de Latour                  |
| Kolumb. Całkiem inna historia                                   | Artur Domosławski      | Gosia Herba                       |
| Kto uratował jedno życie… Historia Ireny Sendlerowej            | Ewa Nowak              | Anna Kurdziel                     |
| Kto zamawiał koszmarną przygodę?                                | Grzegorz Kasdepke      | Daniel de Latour                  |
| Lola i ptaki                                                    | Wioletta Grzegorzewska | Joanna Rusinek                    |
| Maestro pokoju. O Ignacym Paderewskim                           | Brygida Grysiak        | Jagna Wróblewska                  |
| Mecz o wszystko, czyli dzień z życia piłkarza                   | Ewa Nowak              | Joanna Rusinek                    |
| Mój Pan woła na mnie Pies. O psie Marszałka Piłsudskiego        | Jan Ołdakowski         | Dorota Łoskot-Cichocka            |
| Nie było telefonów? O córkach, ojcach i wynalazkach             | Jan Wróbel             | Iwona Kazia Kalitan-Młodkowska    |
| Nim przyjdą słonie                                              | Łukasz Orbitowski      | Ewa Beniak-Haremska               |
| Opowieść starego drzewa                                         | Ewa Winnicka           | Agata Królak                      |
| Pan Fortepianek                                                 | Dorota Suwalska        | Tomek Kozłowski                   |
| Pokój NIEgościnny                                               | Grzegorz Kasdepke      | Daniel de Latour                  |
| Psotnice podwórkowe                                             | Rafał Witek            | Zofia Dzierżawska                 |
| Pułapka na ktosia                                               | Ewa Nowak              | Joanna Rusinek                    |
| Rok z kocicą Izabelą                                            | Ewa Nowak              | Mikołaj Kamler i Zuzanna Orlińska |
| Strzała dla komendanta. Historia sprzed 100 lat                 | Jarosław Górski        | Paula Dudek                       |
| ŚwiĄty Mikołaj                                                  | Agnieszka Tyszka       | Diana Karpowicz                   |
| Szarka                                                          | Ewa Nowak              | Anna Wielbut                      |
| Tajemnica pewnej sąsiadki                                       | Melania Kapelusz       | Marcin Bruchnalski                |
| Wakacje w Waszyngtonie. Historia Abrahama Lincolna              | Marcin Sendecki        | Zofia Dzierżawska                 |

## Promocje
W 2013 roku w restauracjach sieci McDonald’s zorganizowano akcję w której do zestawów Happy Meal dołączano książkę Czytam sobie gratis. Akcja miała na celu promowanie czytania wśród dzieci, rozdano ponad 400 tysięcy egzemplarzy książek.

## Nagrody
- Nagroda Rodziców 2020
- Książka roku polskiej sekcji IBBY
- Wpis na listę Skarbów Muzeum Literatury Dziecięcej
- Nominacja do Nagrody im. Ferdynanda Wspaniałego